# Navidad (Chili)
Navidad is een gemeente in de Chileense provincie Cardenal Caro in de regio Libertador General Bernardo O'Higgins. Navidad telde 6.641 inwoners in 2017 en heeft een oppervlakte van 300 km².